# Johannes Tonnesen
Johannes Jacob Tonnesen (* 3. Februar 1882 in Apenrade; † 10. März 1971 in Flensburg) war ein deutscher evangelisch-lutherischer Geistlicher.

## Ausbildung
Johannes Tonnesen war ein Sohn des Pastors Hans Tonnesen und dessen Ehefrau Meta, geborene Burmeister. Sein Vater war ein Lutheraner, der von Grundtvig geprägt war und den Pietismus der Herrnhuter Brüdergemeine aus Christiansfeld lebte.
Tonnesen besuchte das Johanneum von Hadersleben, an dem er 1902 das Abitur ablegte. Danach absolvierte er seinen einjährigen Militärdienst und begann ein Theologiestudium in Erlangen. Dort trat er, wie zuvor sein Vater, in den „Theologischen Studentenverein“ ein. Später wechselte er nach Berlin und lernte dort Adolf von Harnack kennen. Das Schlusssemester verbrachte er in Kiel, hörte bei Otto Baumgarten und legte dort an Ostern 1907 das Amtsexamen ab. Anschließend lernte er am Predigerseminar in Preetz, später an dem in Hadersleben. Die Ausbildung war speziell für den Kirchendienst in dänischsprachigen nordschleswigschen Gemeinden konzipiert.

## Erste Stellen
Nach der Ordination 1909 arbeitete Tonnesen als Pastor in Bedstedt bei Lügumkloster und ging im Folgejahr nach Hellewatt. Während dieser Zeit der Auseinandersetzungen zwischen Preußen und der dänischen Minderheit leitete sein Vater den seit 1909 existierenden schleswigschen Pastorenverein. Tonnesen beteiligte sich an der Vereinsarbeit und engagierte sich auch im „Verein für deutsche Friedensarbeit in der Nordmark“, geleitet von Johannes Schmidt-Wodder. So schrieb er erste kleine Beiträge für die Zeitschrift „Nordschleswig“ des Friedensvereins. Er trat für die Rechte dänischer Vereinsmitglieder ein und kritisierte die Politik Preußens, womit er die Behörden verärgerte. 1914 drohte ihm eine Strafversetzung.
Während des Ersten Weltkriegs schrieb Tonnesen mehrere Beiträge für die Zeitschrift „Die Christliche Welt“ von Martin Rade. Vor der Volksabstimmung in Schleswig setzte er sich dafür ein, dass Nordschleswig nicht an Dänemark ging. Als abzusehen war, dass ein Verbleib der Region bei Deutschland nicht zu erwarten war, befürchte Tonnesen harte nationale Konflikte in der Kirche und die Aufspaltung der bestehenden Gemeinden in deutsche und dänische. Deutsch- und dänischgesinnte Gläubige konnten ihn nicht von einem Stellenwechsel abhalten.

## Wechsel nach Rendsburg
Ende 1919 wechselte Tonnesen als Hauptpastor an die Rendsburger Marienkirche. Wenig später gründete er mit Axel Henningsen, Claus Schacht und Ferdinand Möller einen kulturpolitischen Gesprächskreis, in den Landrat Theodor Steltzer eintrat. Steltzer half, eine Heimvolkshochschule nach dänischem Vorbild einzurichten, das heutige Nordkolleg Rendsburg. Tonnesen unterrichtete hier ehrenamtlich.
Aufgrund seiner journalistischen Fähigkeiten übernahm Tonnesen 1920 die Schriftleitung der Zeitung „Die Landeskirche“. Diese sollte als überparteiliches Blatt vorher miteinander rivalisierende Zeitungen ersetzen. 1921 versuchte er erfolglos, einen „Bruderbund schleswig-holsteinischer Pastoren“ zu gründen. Er erfuhr harte Kritik von Lutherisch-Orthodoxen aus Flensburg und Breklum und war nicht zufrieden mit der neuen Verfassung der Landeskirche, die aus seiner Sicht zu episkopal und nicht volksnah genug war. Aus diesen Gründen gab er Anfang 1923 die Schriftleitung ab. Im Gegenzug gab er für den Schleswig-Holsteiner-Bund, für den er seit 1920 eine Ortsgruppe in Rendsburg führte, die Wochenzeitung „Der Schleswigholsteiner“ heraus. Aufgrund von Meinungsverschiedenheiten mit dem Vorstand des Verbandes bzgl. der Rechte der dänischen Minderheit in Südschleswig beendete er diese Tätigkeit im Oktober 1926.

## Wechselnde Tätigkeiten und Bekennende Kirche
1928 beantragte Tonnesen Urlaub vom Pfarrdienst. Als Leiter der Rendsburger Volkshochschule trat er während dieser Zeit in die Berneuchener Bewegung ein. 1930 erhielt er einen Ruf als Professor für schleswig-holsteinische Volkskunde und Grenzlandkunde der Pädagogischen Akademie in Altona, die aber nur bis 1932 existierte. Im Mai 1932 übernahm er eine Pfarrstelle an der Kreuzkirche von Ottensen. Als Reaktion auf den Altonaer Blutsonntag erarbeitete er in einer fünfköpfigen Kommission gemeinsam mit Hans Asmussen das Altonaer Bekenntnis. Nach der „Braunen Synode“ vom September 1933 trat er in die neu gegründete „Not- und Arbeitsgemeinschaft schleswig-holsteinischer Pastoren“ ein. Auf der 1. Bekenntnissynode im Juli 1935 wurde er in den Landesbruderrat der Bekennenden Kirche gewählt. Nachdem der Bruderrat während der 2. Bekenntnissynode im August 1936 beschlossen hatte, sich deutlicher vom staatlichen Kirchenregiment abzusetzen, trat Tonnesen gemeinsam mit Johann Bielfeldt aus, verließ die Bekennende Kirche aber nicht. Danach stellte er Kontakte zu zahlreichen Pastoren her, die noch keine Mitglieder der Bekenntnisgemeinschaft waren, was sehr im Interesse des Landesbruderrates war. 1938 appellierte er mit anderen Pastoren an den Bruderrat, aufgrund der gescheiterten Kirchenpolitik zurückzutreten und mit dem Landeskirchenamt zu kooperieren.
Tonnesen wollte die letzten Jahre als Pastor in einer Landgemeinde arbeiten. Anfang 1944 folgte er einem Ruf an die Dorfkirche nach Innien und wirkte hier über das Pensionsalter hinaus bis 1953. Danach ging er nach Flensburg und arbeitete hier bis Ende 1961 als ehrenamtlicher Krankenhausseelsorger der Diakonissen-Anstalt. Da er stets in Kontakt mit der Gemeinde in Hellewatt geblieben war, hielt er dort nach 1953 hin und wieder Predigten, so auch 1968 beim 850-jährigen Jubiläum der Kirche.
Tonnesen wurde auf dem Friedhof in Adelby beigesetzt.

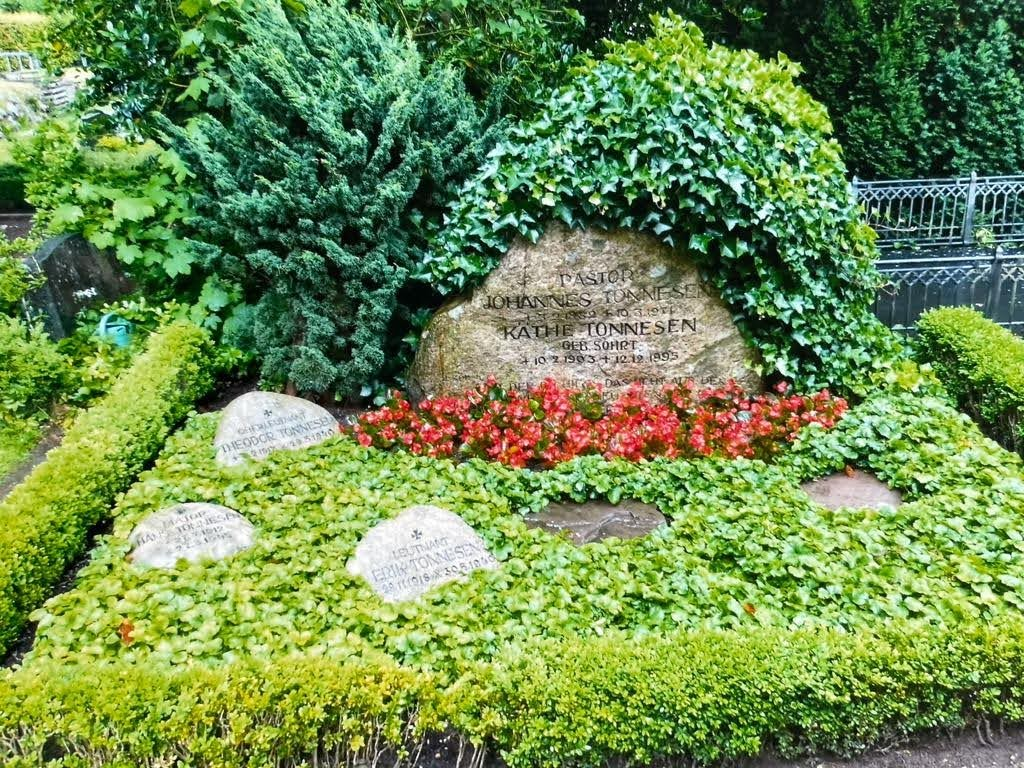
Familiengrab Tonnesen in Adelby

## Historische Einordnung
Tonnesen gehörte zu den auffälligsten Pastoren der Kirchengeschichte Schleswig-Holsteins in der Phase nach dem Ersten Weltkrieg und während der Zeit des Nationalsozialismus. Er fühlte sich gleichberechtigt der Kultur der dänischen und deutschen Bevölkerung verpflichtet und pflegte beide Sprachen bis Lebensende in Wort und Schrift. Er arbeitete zunächst in der politisch bewusst neutral gehaltenen „Indre Mission“ seines Vaters mit, wandte sich aber als Student den Problemen des Staates und Volkes zu. Er selbst sagte, dass er sich zu sehr mit Grundtvig beschäftigt habe, um Pietist werden zu können. Dies ist ein Anzeichen dafür, dass er seine Arbeit nicht nur auf den kirchlichen Bereich beschränken wollte.
Charakteristisch für Tonnesen war, dass er, basierend auf dem Volkstum, Kräfte für eine Neugestaltung von Politik und Religion schaffen wollte. Dafür wurde er Anfang der 1920er Jahre kritisiert, und dies war auch der Grund für seine Kritik an der Neuordnung der Landeskirche im Jahr 1922. Er versuchte, die von den Menschen in einer idealisierten nationalen Vergangenheit verorteten Werte mit den seinerzeit von ihnen aufgebrachten Forderungen zu vereinen. Die ideologischen Leitlinien gaben Publizisten vor, die nach 1921 für die von Tonnesen redigierten „Schleswig-Holsteinischen Blätter“ schrieben. Zu ihnen gehörten Arthur Moeller van den Bruck, Othmar Spann, Wilhelm Stapel oder Johannes Schmidt-Wodder.
Nach dem Ersten Weltkrieg stellte sich Tonnesen in die Tradition der Jungkonservativen. Dies zeigte sich auch im Altonaer Bekenntnis, das auf jungkonservativem Denken basierte. Ein abschließendes Urteil über sein Wirken und insbesondere zu seiner geschichtstheologischen Fundierung, fehlt. Auch wenn er später in Konflikte mit den Nationalsozialisten geriet, waren die Ziele der Jungkonservativen vor 1933 sprachlich und emotional der Programmatik der NSDAP sehr ähnlich. Im Gegensatz zu vielen Jungkonservativen, die sich 1933 den Nationalsozialisten anschlossen, entwickelte sich Tonnesen zu einem ihrer konsequentesten Gegner in Schleswig-Holstein.

## Familie
Tonnesen heiratete am 24. August 1909 in Hoptrup Marie Catherine Lei (* 17. Februar 1882 in Vonsild; † 9. Juli 1926 in Rendsburg). Sie war eine Tochter des Hofpächters Hans Lei. Aus dieser Ehe stammten drei Söhne und zwei Töchter.
Am 21. Dezember 1930 heiratete Tonnesen in zweiter Ehe Katharina (Käthe) Margarethe Sohrt (* 10. Februar 1903 in Flensburg). Ihr Vater August Friedrich Marcus Sohrt war ein Rektor der Flensburger St.-Nikolai-Knabenschule. Aus dieser Ehe gingen zwei Söhne hervor.

## Schriften
- Vom Schleswiger zum Deutschen. In: Schleswig-Holsteinisches Jahrbuch (1924), S. 98–100.
- Der Anspruch Gottes an Obrigkeit und Untertan,98n100Wilhelm Knuth[6], Karl Hasselmann, Christian Thomsen, Johannes Tonnesen, Hans Asmussen: „Wach auf, wach auf, du deutsches Land“. Vier Vorträge zum Altonaer Bekenntnis mit einer erläuternden Vorbemerkung, Hamburg: Agentur des Rauhen Hauses 1933, S. 53–68 (online auf geschichte-bk-sh.de).
- Die Wandelbarkeit Gustav Frenssens, in: Johannes Lorentzen (Hrsg.): Die Nordmark im Glaubenskampf. Eine Antwort der Kirche an Gustav Frenssen, Breklum: Missionsbuchhandlung 1936, S. 11–17; wieder abgedruckt in: Karl Ludwig Kohlwage, Manfred Kamper, Jens-Hinrich Pörksen (Hrsg.): „Ihr werdet meine Zeugen sein!“ Stimmen zur Bewahrung einer bekenntnisgebundenen Kirche in bedrängender Zeit. Die Breklumer Hefte der ev.-luth. Bekenntnisgemeinschaft in Schleswig-Holstein in den Jahren 1935 bis 1941. Quellen zur Geschichte des Kirchenkampfes in Schleswig-Holstein. Zusammengestellt und bearbeitet von Peter Godzik, Husum: Matthiesen Verlag 2018, ISBN 978-3-7868-5308-4, S. 175–182.
- Was der Norden sagt!, in: Johannes Lorentzen (Hrsg.): Die Nordmark im Glaubenskampf ..., Breklum 1936, S. 69–74; wieder abgedruckt in: Karl Ludwig Kohlwage, Manfred Kamper, Jens-Hinrich Pörksen (Hrsg.): „Ihr werdet meine Zeugen sein!“ ... Zusammengestellt und bearbeitet von Peter Godzik, Husum 2018, S. 226–231.
- Die Gemeindekirche als Hoffnung der Pastoren, in:  Die Gemeindekirche, Heft 1, Altona [5. Januar] 1934, S. 11–14.